# 名誉除隊

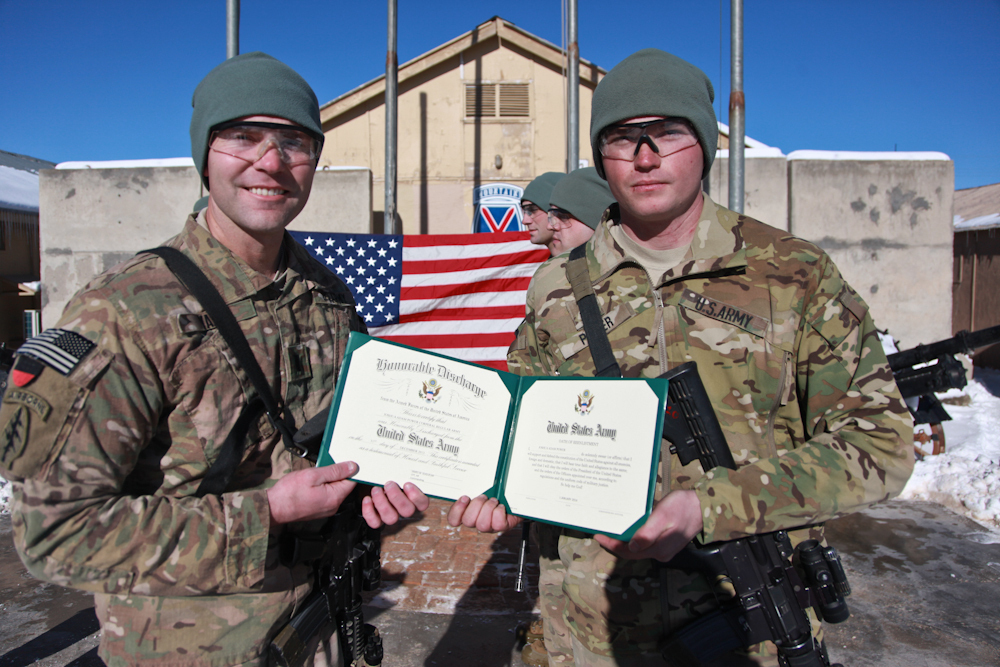
自身の名誉除隊証書を見せるアメリカ陸軍の伍長（向かって右）

名誉除隊（めいよじょたい、英：honorable discharge）とは米国の軍人が軍隊を退役する除隊の形態のひとつである。対義語は不名誉除隊。

## 概要
アメリカ軍では、軍人としての勤務成績が概ね良好で、軍法会議または民事訴訟などの対象にならなかった場合に、退役時に名誉除隊証書が交付される。3年以上の軍歴を有する名誉除隊者には「善行章」（en:Good Conduct Medal）も授与される。
普通除隊でも福利厚生・社会保障・年金をカバーするGI法による基本な支援を受けられるが、名誉除隊ではさらに保障制度が手厚くなり、駐屯地などからの引越に必要な資金の給付、就職支援、葬儀・埋葬費用の支援、大学進学の奨学金などが受けられる、また民間でもローンの金利優遇、手数料無しでワンランク上のクレジットカードへ変更などの優待プログラムを用意する会社も多い。
アメリカ社会では軍歴が重視されるため、名誉除隊の資格の社会的認知は高い。州によっては公務員（警察官・保安官補・消防職員）や名誉職になるための必要条件や優遇条件（採用試験の簡略化）になっていたり、市民権審査で優遇されるなど、資格の有無が再就職やその後の人生に影響を及ぼすケースも少なくない。名誉除隊の資格は試験などを通じて取得するものではないが、事実上は国家資格のひとつとなっている。